# Ehemaliges Großherzogliches Beamtenhaus (Bützow)
Das ehemalige Großherzogliche Beamtenhaus (auch: Amtshauptmannshaus, auch: Braunes Haus, auch: Schülerinternat) ist ein im historistischen Baustil gestaltetes, villenartiges Gebäude. Ursprünglich diente es als Wohnsitz und Amtsstube für den Amtshauptmann des Domanialamtes Bützow-Rühn.
Das Gebäude, einst Teil eines denkmalgeschützten Ensembles des Kreises Bützow, zu dem auch das Amtshaus und die Landreiterhäuser gehörten, befindet sich am Schlossplatz 7 in Bützow im Landkreis Rostock, Mecklenburg. Historisch trug es die Hausnummer 434 B. Von 1908 bis 1990 war es unter der Nummer 3 registriert, bevor es nach der Wende seine heutige Bezeichnung erhielt.

## Architektur
Das quadratische, zweigeschossige Villenbauwerk wurde von einem eleganten Walmdach mit einem Oberlicht gekrönt. Die Basis des gesamten Gebäudes bildete eine Auslucht mit präzisem Fugenschnitt. Die linke Schauseite wurde durch einen markanten, halbhexagonalen Eckrisalit betont, der mit Lisenen, die über eine Basis und Kapitelle verfügten, geschmückt waren. Ein auskragender Erker, ausgestattet mit gekuppelten Fenstern, vertikale Lisenen, ornamentale Stuckelemente sowie eine zweiflügelige Portaltür verlieh der Fassade zusätzliche Tiefe. Unter und über den Fenstern des Erkers thronten kunstvolle Medaillons, die das Gesamtbild bereicherten. Die Hauptfassade wurde durch eine Vielzahl von Fassadenelementen ergänzt, darunter ein Friesband, ein Ziergiebel im viktorianischen Stil, und Eckfenster mit Faschen. Die stilvolle Verdachung über der zweiflügeligen Portaltür rundete das harmonische Gesamtbild ab. Eine gemauerte und verputzte Außentreppe, die von beiden Seiten begehbar war, führt zur Portaltür und unterstrich den repräsentativen Charakter des einstigen ersten Beamtenhauses.
An der Rückseite, die zum Ausfallwasser zeigt, trat ein weiterer symmetrischer Seitenrisalit mit einem markanten Dreiecksgiebel hervor, an den sich ein kleineres eingeschossiges Bauteil und eine offene, backsteinerne Veranda anschloss.

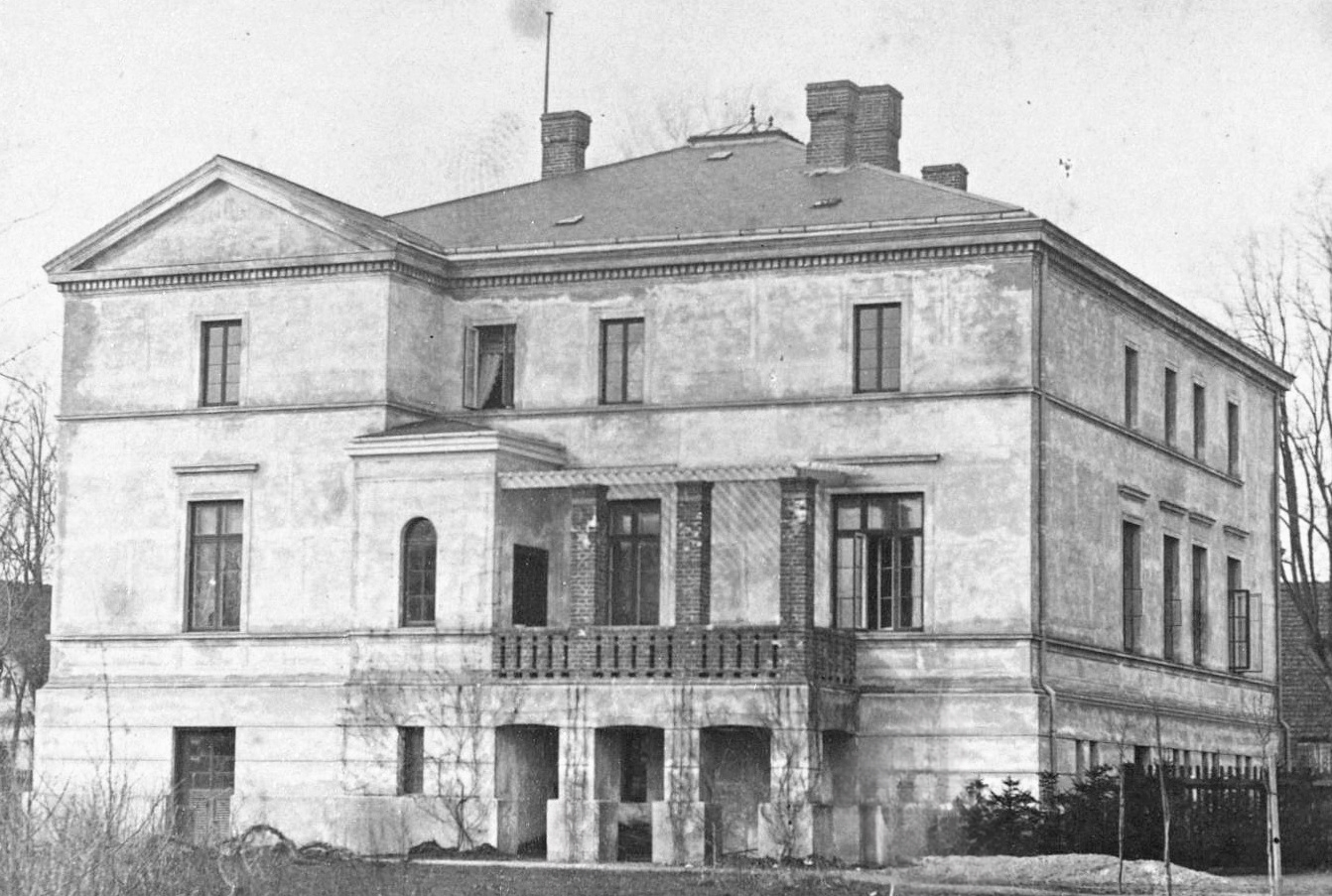
Beamtenhaus um 1890 (Blick auf die Rückseite)

### Sanierungsmaßnahmen
1909
Zwischen 1909 und 1910 erhielt das Gebäude eine leichte Veränderung des Grundrisses. In diesem Zuge wurde die an der Rückseite befindliche Veranda, die in Sichtziegeln errichtet war, abgetragen.
1916
Mit der Errichtung des Wasserturms und der Neuinstallation der Wasserversorgung in der Stadt Bützow in den Jahren 1914 bis 1916 erhielt das Gebäude Wasserleitungen sowie Spülaborte.
1936
Nach der Übernahme in die kommunale Verwaltungen rief der Bützower Bürgermeister Gottfried Kreienbrink und der Magistrat der Stadt Bützow im Jahr 1936 die Bevölkerung dazu auf, Spenden zu leisten. Lokale Handwerker und namhafte Unternehmer boten ihre Dienstleistungen kostenlos an, wodurch das Gebäude einer umfassenden Renovierung unterzogen werden konnte.
1970
In den 1970er Jahren fanden einige Renovierungsarbeiten an der Fassade und dem Dach statt. Bedauerlicherweise ging dabei ein erheblicher Teil des Stuckbesatzes der Fassade verloren. Im hinteren Bereich des Gebäudes entstand zudem ein Anbau in Form einer Baracke.
2013
In den Jahren 2013 bis 2014 wurde das Gebäude aufwendig von einem privaten Investor  unter Berücksichtigung historischer Aspekte saniert.

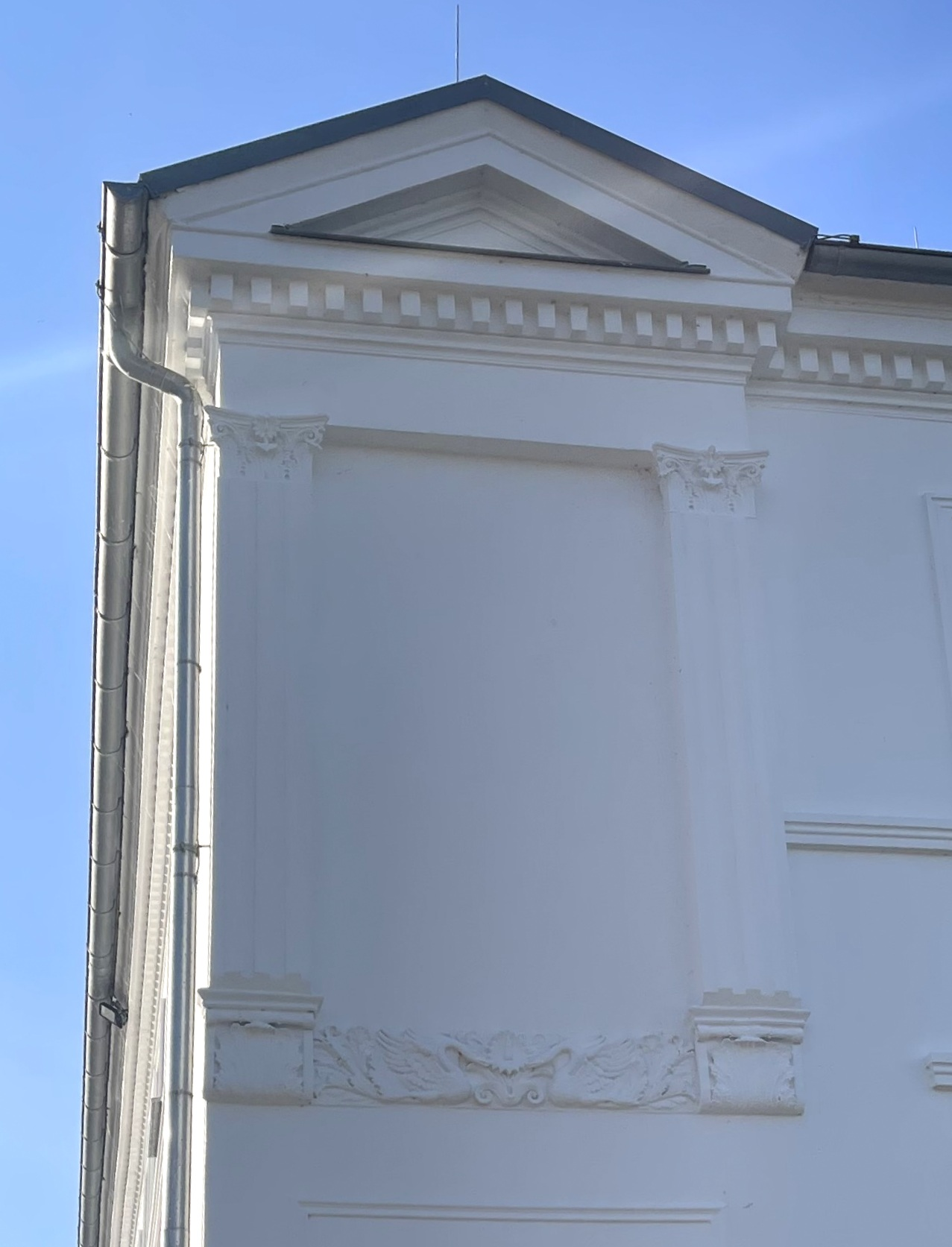
Ziergiebel
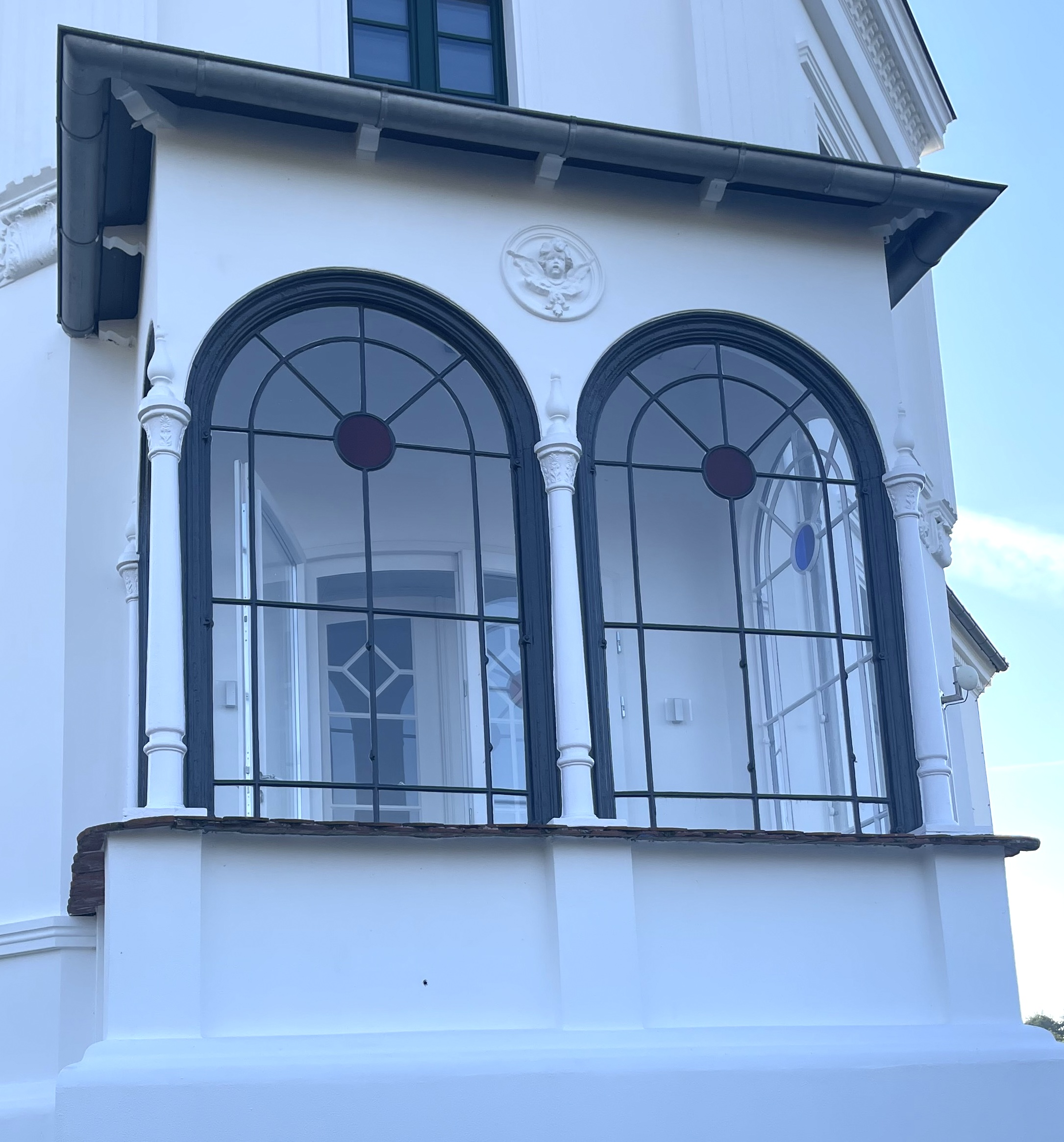
Erker mit gekuppelten Fenster
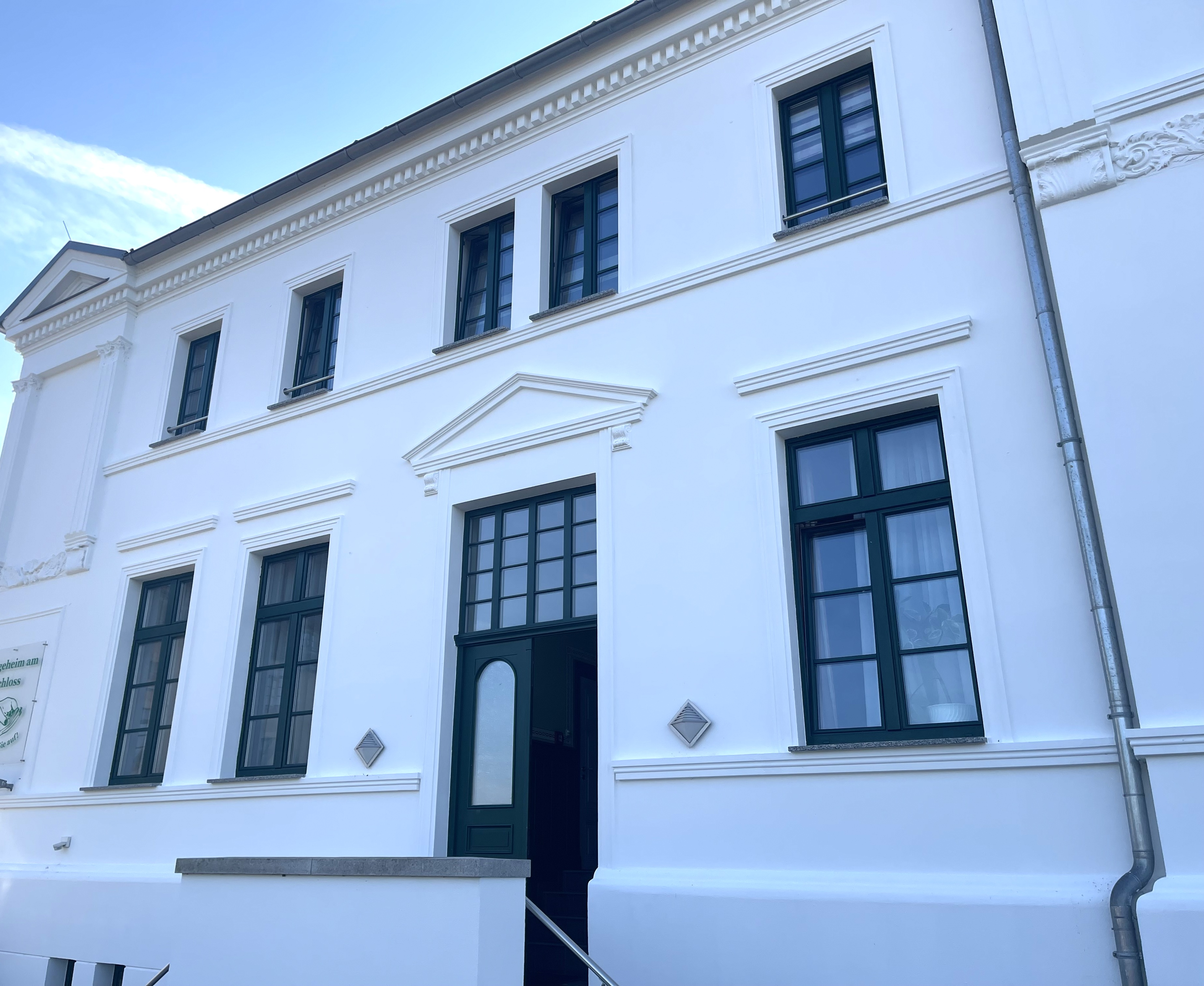
Portaltür mit Oberlicht und Verdachung

## Geschichte

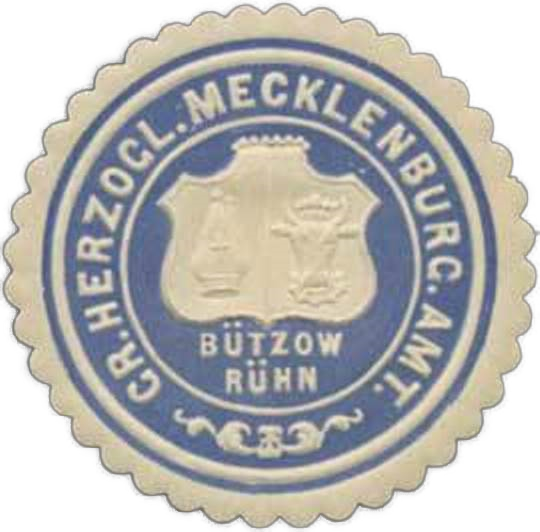
Siegel des Domanialamtes Bützow-Rühn

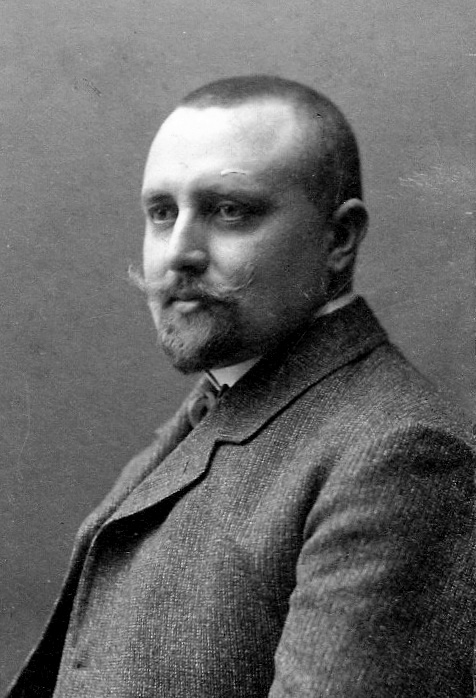
Friedrich Fensch (Letzter Amtshauptmann des Domanialamtes Bützow-Rühn)

Die Zusammenlegung des bischöflichen Stiftsamtes Bützow mit dem im Jahr 1756 aufgelösten Klosteramt Rühn markierte die Gründung des Domanialamtes Bützow-Rühn. Das Domanium wurde in sogenannte Domanialämter unterteilt, die für die allgemeine Verwaltung zuständig waren. Ursprünglich hatte das Amt seinen Sitz in Rühn, wurde jedoch etwa um 1850 nach Bützow verlegt. In diesem Zusammenhang wurden das großherzogliche Amtshaus auf dem Schlossplatz sowie ein Dienst- und Wohngebäude für den ersten Beamten errichtet, einschließlich der mittlerweile abgerissenen Landreiterhäuser. Der Landbaumeister Friedrich Eduard Koch zu Güstrow, der vom Großherzoglichen Ministerium der Finanzen für das Baufach des Domanialamts Bützow–Rühn eingesetzt wurde, erhielt den Auftrag zum Bau des ersten Beamtenhauses für das Domanialamt, während die Ausführung unter der Leitung des Bauconducteurs August Friedrich Christian Rathsagg zu Bützow erfolgte.

### Erste Beamte des Domanialamtes Bützow–Rühn
Quelle:
- 1757–1763 nicht bekannt.
- 1763–1772 Oberhauptmann Claus Dethloff von Oertzen (1736–1822)
- 1772–1805 Oberamtmann Johann Wilhelm Schünemann (1740–1805)
- 1806–1827 Amtshauptmann Carl Friedrich Passow (1754–1827)
- 1828–1840 Amtshauptmann Johann Friedrich Eichmann
- 1841–1851 Amtshauptmann Carl Friedrich Barkow
- 1852 vacant
- 1853–1858 Amtshauptmann Philipp (Detlef Adolf Ludwig) von Buch (1800–1866)
- 1859–1875 Amtshauptmann Ferdinand Prehn (1810–1875[11]) (Erster Bewohner des Beamtenhauses)
- 1876–1879 Amtshauptmann August (Samuel Friedrich) Reichhoff (1828–1889)
- 1880–1907 Amtshauptmann Friedrich (Carl Johann) Kittel (1833–1914)
- 1908–1918 Amtshauptmann Friedrich (Ludwig Ehrhard Karl) Fensch (* 1867) (Letzter Bewohner des Beamtenhauses)

## Nutzung

### 1864–1918
An der Spitze eines jeden Domanialamtes stand der Erste Beamte, der als höchster Dienstmann diente und dessen Leitung übernahm. Das Amt war hauptsächlich für die administrativen Aufgaben in den großherzoglichen Gebieten verantwortlich. Das erste Beamtengebäude des Domanialamtes entstand etwa um 1864 auf dem Domanium  des Landesfürsten zu Mecklenburg-Schwerin. Es diente ausschließlich als Wohnsitz des Amtmannes und seiner Familie; zudem wurde das Gebäude auch als Amtsstube und zur Repräsentation genutzt.

### 1918–1945
Mit der Abdankung der Monarchie in Mecklenburg-Schwerin und der darauffolgenden Gründung des Freistaates wandelten sich die landesfürstlichen Domanialämter in staatliche Ämter. Im Zuge der Umstrukturierung der Verwaltungsbehörden blieb der letzte Amtshauptmann bis 1921 als staatlicher Verwalter des Amtes Bützow im Dienst und behielt seinen Wohnsitz im ersten Beamtenhaus.
Ab 1921 diente das Gebäude als Landdrostei (Mittelbehörde) Bützow, wobei die Leitung von den Landdrosten Hermann Engel vom Amt Rostock und Friedrich Jentz vom Amt Bützow übernommen wurde. Im Jahr 1925 wurden sowohl das Amt Bützow als auch die Landdrostei Bützow aufgelöst, sodass das Gebäude schließlich leerstand.
Von 1936 bis 1945 wurde das Gebäude als Verwaltungssitz der örtlichen NSDAP-Ortsgruppe genutzt.

### 1945–1949
Nach dem Zweiten Weltkrieg diente das Gebäude zunächst als Lazarett. Im benachbarten sogenannten Amtshauptmannsgarten, der an die Warnow grenzte, fanden die im Lazarett verstorbenen russischen Soldaten ihre letzte Ruhe. Ihre Gräber waren mit roten Granit-Einzelgrabsteinen gekennzeichnet. Nach dem Befehl der Sowjetischen Militäradministration des Landes Mecklenburg wurden 1949 die sterblichen Überreste exhumiert und auf die Kriegsgräberstätte für sowjetische Soldaten in Güstrow umgebettet.

### 1949–1996
Von 1949 bis in die 1990er Jahre diente das Gebäude als Jungen- und Mädcheninternat der Erweiterten Oberschule, „Geschwister Scholl“.

### Gegenwart
Nach der Nutzung durch die Volkssolidarität und einem jahrelangen Leerstand übernahm ein privater Investor. Es ist nun Teil des Pflegeheims am Schloss Bützow.

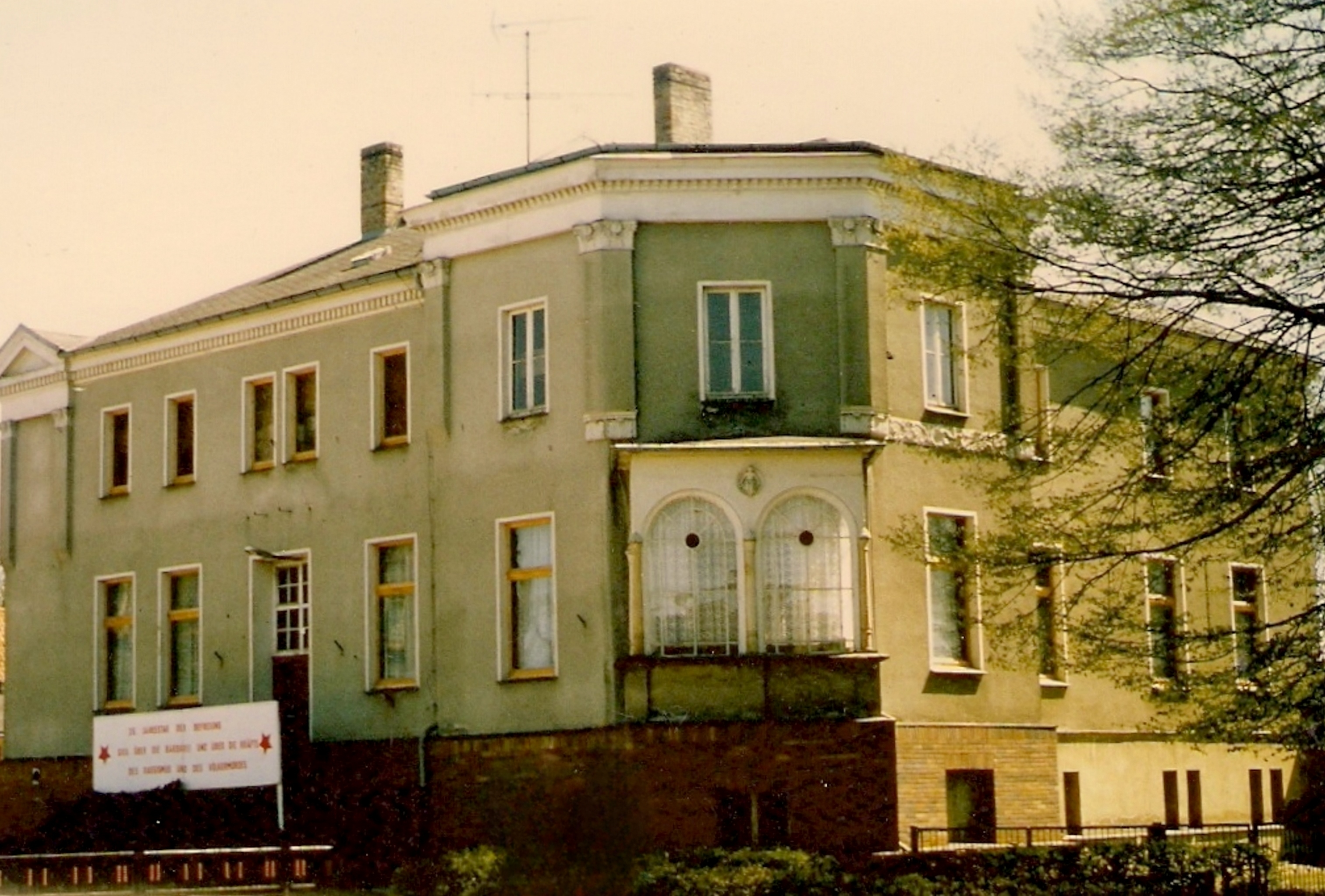
Nutzung als Schülerinternat um 1988

## Klassifikation als Baudenkmal
Mit der ersten Auflistung der Interessengemeinschaft Denkmalpflege in Bützow wurde das erste Beamtenhaus als Teil eines denkmalgeschützten Ensembles erfasst.
Mit Inkrafttreten des Denkmalschutzgesetzes Mecklenburg-Vorpommern im Jahr 1993 wurde eine differenzierte Kategorisierung der Denkmale eingeführt, die Baudenkmale, Denkmalbereiche, bewegliche Denkmale sowie Bodendenkmale gemäß § 2 DSchG M-V umfasst. Die Stadtverwaltung Bützow lehnte die Schaffung von Denkmalbereichen ab, sodass diese für die Stadt nicht ausgewiesen wurden. Im Zeitraum von 1992 bis 1995 führte das Landesamt für Kultur und Denkmalpflege Mecklenburg-Vorpommern eine Überprüfung der Denkmallisten im (Alt-)Kreis Bützow durch. Dabei stellte sich heraus, dass das Gebäude aufgrund seiner zahlreichen Nutzungen und Umbauten in einem schlechten Zustand war und deshalb nicht den Status eines Baudenkmals erhielt. Die heutige, strahlende Fassade ist das Ergebnis einer Rekonstruktion, die der Eigentümer vornahm.